# Arno Martin Lantzsch-Nötzel
Arno Martin Lantzsch-Nötzel (* 3. Juni 1894 als Martin Lantzsch in Dresden; † 1. Januar 1986 in Düsseldorf) war ein deutscher Maler und Zeichner.

## Leben
Martin Lantzsch verlor in jungen Jahren seinen Vater. Mit der erneuten Heirat seiner Mutter nahm er zusätzlich den Familiennamen Nötzel an. Später nannte er sich Arno Martin Lantzsch-Nötzel. Er wuchs in Düsseldorf auf, wo er von 1912 bis 1914 die Kunstgewerbeschule Düsseldorf besuchte. Nachdem er als Soldat am Ersten Weltkrieg teilgenommen hatte, setzte er seine künstlerische Ausbildung von 1919 bis 1926 an der Kunstakademie Düsseldorf fort. Dort wurde er Schüler von Heinrich Nauen und Meisterschüler von Jan Thorn Prikker. Studienreisen führten ihn nach Paris, Brüssel, Zürich und Kopenhagen. Längere Zeiten verweilte er als junger Künstler auch in Amsterdam. Seinen Lebensunterhalt sicherte er sich als Porträtist. Im Zweiten Weltkrieg war er als Dolmetscher und Übersetzer in den Niederlanden stationiert. 1944 verlor er durch einen Luftangriff seine Atelierwohnung und etwa 3000 Zeichnungen und Ölgemälde. Mittellos kam er nach dem Krieg bei einer Freundin in Bad Liebenzell im Schwarzwald unter. 1951 weilte er wieder in den Niederlanden, 1952 zog er zurück nach Düsseldorf, wo sich bis in die 1960er Jahre seine Hauptschaffensphase vollzog.   
Anfangs geprägt vom Rheinischen Expressionismus und in den 1920er Jahren angezogen von der Anthroposophie wechselte er Ende der 1940er Jahre zur Abstrakten Malerei. Ab etwa 1952 ist seine Arbeit dem Informel zuzurechnen. Gekennzeichnet sind seine Zeichnungen bis in die späten 1950er Jahre durch einen schnellen und dynamischen Duktus, wobei er neben der Ölmalerei immer neue zeichnerische Techniken einsetzte: Pastell, Aquarell, Gouache, Bleistift und Kohle. Im Spätwerk dominieren kleinformatige meditative Bild- und Farbräume.
Nach seinem Tod wurde die Martin-Lantzsch-Nötzel-Stiftung ins Leben gerufen, um sein Werk in Erinnerung zu halten.

## Veröffentlichung
- Vergangenes – Gegenwärtiges. In: Malkastenblätter. Jahrgang 7 (1962), Heft 2, S. 7.